# Sotol

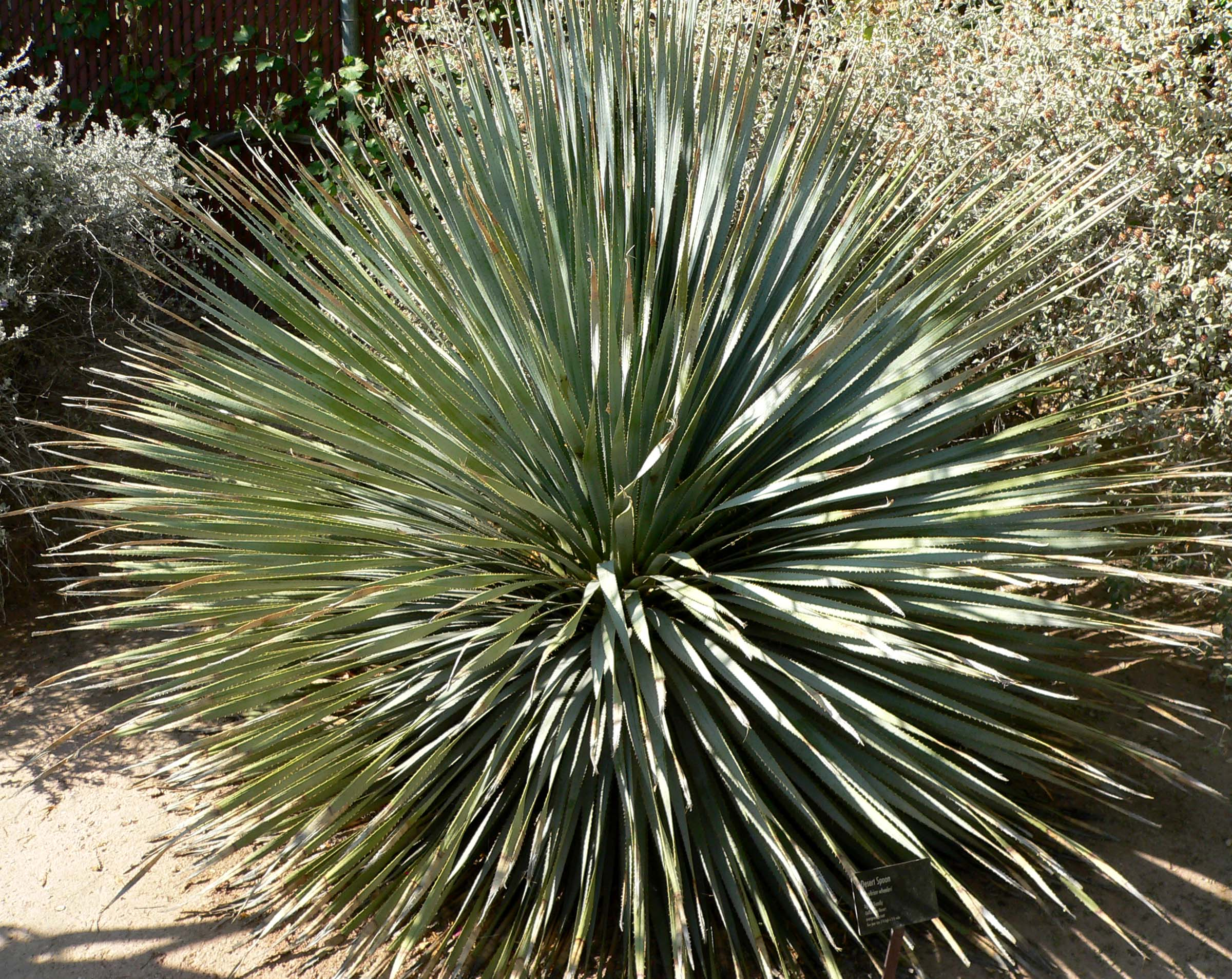
Roślina sotol, służąca otrzymywania destilatu.

Sotol - meksykański napój alkoholowy, produkowany w sposób podobny do mezcalu i tequili, lecz z innego gatunku agawy, Dasylirion wheeleri, który rośnie na pustynnych terenach północnego Meksyku, w stanach Chihuahua, Durango i Coahuila oraz na południu Stanów Zjednoczonych. Posiada smak podobny do tequili, lecz mocniejszy i mniej słodki. Marka nie została jeszcze skomercjalizowana, produkcja odbywa się nadal głównie w sposób chałupniczy, ale od roku 2002 nazwa "sotol" jest prawnie zastrzeżona w ramach systemu "Denominación de Origen Protegida".

## Produkcja
Rośliny wykorzystuje się, dopiero gdy osiągną wiek 15 lat. Obcina się liście, gotuje się pozostały rdzeń przez trzy dni. Następnie rozdrabnia rozmiękczony rdzeń, wyciska sok i zostawia do kilkudniowej fermentacji. Później poddaje dwukrotnej destylacji. Destylat rozcieńcza się wodą tak aby uzyskać trunek o zawartości alkoholu 38%-40%.

## Odmiany
Zgodnie z oficjalną normą istnieją cztery uznane odmiany:
- Sotol blanco (silver) - biały, rozlewany do butelek bezpośrednio po destylacji
- Sotol joven (gold) - młody, złocisty, leżakowany do dwóch miesięcy w dębowej beczce
- Sotol reposado (aged) - ciemniejszy, leżakowany co najmniej dwa miesiące w dębowej beczce
- Sotol añejo (extra-aged) - bardzo ciemny, leżakowany co najmniej rok w dębowej beczce